# Monumento nacional a la Guerra (Colombo)
El Monumento nacional a la Guerra se localiza en frente del complejo del Parlamento, en la ciudad de Colombo (Sri Lanka)
 y está dedicado a todo el personal militar muerto desde la Primera Guerra Mundial y al personal de policía asesinado debido a las actividades "terroristas". Fue inaugurado el 7 de junio de 2008 cerca de Sri Jayawardenapura-Kotte.